# 東方譯慷
東方譯慷（1997年10月12日—）是臺灣男子籃球運動員，主打後衛位置，現效力於超級籃球聯賽裕隆集團。東方譯慷為職業籃球員東方介德之子，國中赴美留學打球，高中畢業後就讀華盛頓大學電機電腦工程，隨後返台加入台積電擔任工程師，2021年選擇參加T1聯盟新人選秀會，於第三輪被新北中信特攻選中。

## 國中生涯
東方譯慷國中就讀台北市的籃球名門金華國中，由於國小時以課業為重，因此升上國一國二雖然是校隊但僅成為培訓成員，在國二升國三的暑假他也參加了林書豪舉辦的「豪小子訓練營」並受到林書豪的指導，國三開始成為正選球員擔任球隊先發小前鋒，並率隊獲得101學年度國中籃球聯賽（JHBL）冠軍，使金華成功2連霸。

## 高中生涯
國中畢業後東方譯慷也獲選U16國家青年籃球培訓隊。在學業方面東方譯慷在國中基測考了393分，並靠術科加分申請錄取建國高中，但因受到赴美打球的學長吳永盛影響，東方譯慷與金華國中隊友王律翔、陳振傑與莊凱閎四人選擇赴美留學打球，在NIKE引薦下，於暑假進入緬因州李學院就讀，在高二升高三的暑假東方譯慷到洛杉磯參加AAU高中聯賽時，受到教練招募因此轉學至洛杉磯的主教莫勒撒肋爵會高中。

## 大學生涯
高中畢業後，由於沒有獲得NCAA一級學校的獎學金，並同時收到華盛頓大學的錄取通知，因此選擇到華盛頓大學攻讀電機電腦工程。大學畢業後申請上同校的電機電腦研究所，原先想回國完成兵役後返美繼續學習，但兵役服完後因為美國疫情加劇，因此決定留在臺灣並至台積電擔任產品工程師。2020年進入交大攻讀電機所碩士班，並於隔年代表校隊參加辛丑梅竹賽男子籃球項目。2024年4月東方譯慷錄取伊利诺伊大学厄巴纳-香槟分校資訊工程碩士。

## 職業生涯
東方譯慷於台積電工作一年後，2021年恰逢臺灣兩大職業籃球聯盟P. LEAGUE+和T1聯盟舉行選秀，東方譯慷決定投入職籃報名2021年P. LEAGUE+新人選秀會，但於7月15日官方公布正式名單時則宣布東方譯慷退出該屆選秀會。7月24日，東方譯慷出現在2021年T1聯盟新人選秀會選秀名單上，並在同年8月9日的選秀會上被新北中信特攻於第三輪指名選中。8月13日，東方譯慷與新北中信特攻完成簽約。2023年8月24日，東方譯慷與新北中信特攻合約期滿正式離隊。2023-24賽季東方譯慷轉戰超級籃球聯賽裕隆納智捷。

## 生涯數據

### T1聯盟
例行賽
| 賽季    | 球隊         | GP | MPG  | 2P%  | 3P%  | FT% | RPG | APG | SPG | BPG | PPG |
| ------- | ------------ | -- | ---- | ---- | ---- | --- | --- | --- | --- | --- | --- |
| 2021–22 | 新北中信特攻 | 5  | 5:53 | 62.5 | 20   | 0   | 1.4 | 0   | 0.4 | 0   | 2.6 |
| 2022–23 | 新北中信特攻 | 3  | 9:53 | 30   | 18.8 | 0   | 3.3 | 0   | 0.3 | 0   | 5   |

季後賽
| 賽季 | 球隊         | GP | MPG | 2P% | 3P% | FT% | RPG | APG | SPG | BPG | PPG |
| ---- | ------------ | -- | --- | --- | --- | --- | --- | --- | --- | --- | --- |
| 2023 | 新北中信特攻 | 0  | 0   | 0   | 0   | 0   | 0   | 0   | 0   | 0   | 0   |

總冠軍賽
| 賽季 | 球隊         | GP | MPG | 2P% | 3P% | FT% | RPG | APG | SPG | BPG | PPG |
| ---- | ------------ | -- | --- | --- | --- | --- | --- | --- | --- | --- | --- |
| 2023 | 新北中信特攻 | 0  | 0   | 0   | 0   | 0   | 0   | 0   | 0   | 0   | 0   |

## 個人生活
東方譯慷從小出生在籃球家庭，父親東方介德、母親鄧碧珍，兩人皆為臺灣籃壇國手，東方譯慷還有一個龍鳳胎妹妹東方譯萱。也因為在這樣的環境下成長，東方譯慷從小就喜愛籃球，母親因此為他特製一個籃圈練習。

## 外部連結
- 東方譯慷的Instagram帳戶
- 東方譯慷在P. LEAGUE+官網
- 東方譯慷在Eurobasket.com（球員）（英语）
- 東方譯慷在Flashscore（英语）